# Velký münsterlandský ohař
Velký münsterlandský ohař (anglicky: Large Munsterlander, německy: Grosser Münsterlander Vorstehhund) je psí plemeno, pocházející z Německa.

## Historie
Za předky velkých münsterlandských ohařů jsou považováni tzv. "ptačí psi" šlechtění v Německu. "Ptačí psi" se šlechtili pro lov se sokolem a jejich úkolem byl převážně lov pernaté zvěře. Z těchto psů se vyvinul také německý dlouhosrstý ohař nebo malý münsterlandský ohař. Byli vyšlechtěni asi v 19. století v kraji Münsterland, toto datum je ale nepřesné, protože podobní psi se zde vyskytovali ještě dlouho před 19. stoletím. Již v této době byl chov kontrolován. Německý klub dlouhosrstých ohařů ale v roce 1909 definitivně vyloučil z plemenitby černobíle zbarvené jedince, a tak byl v roce 1919 založen Klub pro chov čistokrevného černobílého dlouhosrstého münsterlandského ohaře.

### Chov v Česku
První zástupce tohoto plemene se v Česku objevil okolo roku 1920, kdy byla pár let na to založena první chovatelská kniha. V roce 1935 byl založen Spolek pro chov německých dlouhosrstých a münsterlandských ohařů. Vedoucím tehdejší plemenné knihy byl ing. Františkem Ševčíkem. V době okupace Česka byl spolek zrušen a obnoven až v roce 1945. Spolek fungoval v pořádku až do roku 1953, kdy byl přejmenován tak, jak ho známe dnes — na Klub dlouhosrstých ohařů.
V Česku toto plemeno zastřešuje Klub dlouhosrstých ohařů. Nachází se zde i více než třicet chovatelských stanic (leden 2015). Nejvíce rozšířený je v zemi svého původu, tedy Německu, krom toho jej ale najdeme v celé střední a západní Evropě. Je ale méně rozšířený než malý münsterlandský ohař.

## Povaha

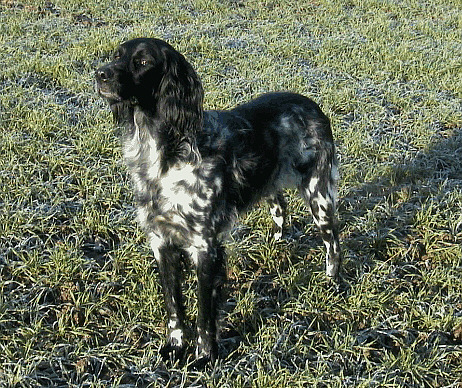
Velký münsterlandsný ohař

Velký münsterlandský ohař je aktivní a bystrý pes s velmi vyvinutými loveckými pudy. Je oddaný a věrný svému pánovi i celé jeho rodině. Je poslušný a ne moc dominantní. Má výborný čich. Je to hravé a společenské plemeno, které nejraději tráví den s příslušníky jeho "smečky". Není nervózní ani agresivní. Nevyhledává za každou cenu spory.
S dětmi vychází dobře. Má vysoký práh bolesti, a tak mu dětské hry nevadí. Má sklony pronásledovat rychle se pohybující předměty, proto může být problém při seznamování se s některými domácími zvířaty (kočky, ovce, slepice). Nemá problém vycházet s jinými psy díky tomu, že není moc dominantní ani agresivní.

## Péče
Toto plemeno je nenáročné na údržbu. Jeho srst vyžaduje občasné pročesávání, mytí šamponem ji nevadí. Dobře psa chrání před vnějšími vlivy, ať už je to chlad nebo voda. Srst je středně dlouhá, hustá a spíše rovná, než kudrnatá. Tvoří výrazné praporce na uších a ocasu, do kterých se často chytají bakterie, když pes slídí při zemi, proto jim někteří chovatelé volánky mírně zastřihávají.
Velký münsterlandský ohař vyžaduje mnoho pohybu veškerého typu, ať už se jedná o lov nebo dlouhé túry. Hodí se pro sportovně založené lidi a rodiny. Při nedostatku pohybu se mu může nadměrně ukládat energie do tuků, což může způsobit cukrovku nebo dysplazii kyčelních kloubů.
Cvičit jej může i úplný začátečník, ten musí ale být sebevědomý. Pokud pes vycítí nervózního majitele, může se jednoduše vymknout z rukou. Výcvik i výchova jsou důležité a nesmí se zanedbávat. Obzvláště pak přivolání, protože odvolat jakéhokoliv ohaře od lesní zvěře je velmi těžké.